# 石明謹
石明謹（1976年1月25日—），台灣花蓮鳳林人，臺灣警察專科學校行政科畢業，中央警察大學法律學研究所碩士班肄業。現職足球球評、足球C級裁判、台灣足球發展協會第2屆理事長、台北市足球發展會諮詢委員、台灣足球發展協會榮譽理事長、第12屆中華民國足球協會紀律委員會成員，曾任中華民國警察，後退休，其支持的球隊為曼徹斯特聯足球俱樂部。曾發行雜誌刊物《足球主義》，講評經歷豐富，除轉播賽事外，也跨足出版、廣播、演講、專欄進行足球推廣，筆名為「左岸沉思」、「石八歲」，球友們常暱稱石為「左岸大」、「左大」、「左伯伯（左杯杯）」、「石伯」、「十八歲」。2023年獲民主進步黨列為2024年中華民國立法委員選舉的不分區立委名單，等同加入民主進步黨。

## 生平
1976年生於基隆，初次認識足球運動為1986年墨西哥世界盃，馬拉度納的精采表現令石明謹印象深刻，1990年，全家移居至馬來西亞檳城經商，六年異國光陰，經過兩次世界盃都在國外度過的洗禮，且同時東南亞國家皆邁向足球職業化之路，他國的足球文化與制度的衝擊，讓石明謹與足球結下不解之緣。
返台完成學業後，進入公職體系擔任警務人員，業餘時間進行足球推廣活動。
2016年初，草擬台北市足球發展計劃，親自向台北市長柯文哲提報，經體育局實施後，目前正在台北市逐步推展中，石明謹並被台北市體育局聘為「台北市政府足球發展工作會議」諮詢委員。

## 《足球主義》雜誌
返台後的石明謹，並無太多對足球的打算，但2002年的日韓世界盃，由於地緣相近，在國內也掀起一波足球熱，但媒體對於足球的知識並不能應付如此風潮，對於瞬息萬變的足球世界也無從掌握，在看到市面上的出版書籍的資訊過時、甚至濫竽充數感到不滿，認為應該做出行動，在短期間出版《世界盃紀念特輯－WORLD CUP2002》專書，得到市場支持，這個經驗促使他進一步想發行定期足球刊物的構想。
同年九月，便與幾個足球同好發行《足球主義》，每月發行，定價新台幣180元，全彩印刷，內容除掌握國際足球脈動、專欄評析外，國內足球進行追蹤報導也佔雜誌內容的一定比例，但面對足球風潮過後，台灣對於足球運動的匱乏與紙本出版衰微，兩年的經營，花光了石明謹的畢生積蓄，最後將雜誌賣給麗台體育報，但麗台體育報的紙本也好景不常，宣布停刊，以電子媒體方式進行報導，而隨後，發行了二十八期的《足球主義》，也宣告停刊。
雖然終告夭折，但雜誌的主要編輯群、專欄作者，至今都在足球圈產生相當影響力，且加入國內足球報導與專欄的模式，而後也常見於國內足球相關主題的紙媒與電子網站，時至今日，雜誌當年的主要讀者群，也邁入青壯年，持續的刺激國內足球發展。

## 球評經歷
- 2018年俄羅斯世界盃（愛爾達體育台）
- 2016年里約奧運足球賽事（愛爾達體育台）
- 2016年歐洲國家盃足球賽（愛爾達足球台）
- 2015-2016年歐洲冠軍聯賽（愛爾達足球台）
- 2015年女子世界盃足球賽（愛爾達體育台）
- 2015年U-17世界盃足球賽（愛爾達體育台）
- 2015年U-20世界盃足球賽（愛爾達體育台）
- 2015東亞足聯 (EAFF) 東亞杯預選賽第二輪 女子組（愛爾達體育台)
- 2014年巴西世界盃（愛爾達體育台）
- 2014-15賽季歐洲冠軍聯賽（愛爾達體育台）
- 2014-15賽季歐霸聯賽（愛爾達體育台）
- 2013-14賽季歐洲冠軍聯賽（愛爾達體育台）
- 2013-14賽季歐霸聯賽（愛爾達體育台）
- 2012-13賽季歐洲冠軍聯賽（愛爾達體育台）
- 2012-13賽季歐霸聯賽（愛爾達體育台）
- 2013年歐洲超級盃（愛爾達體育台）
- 2012年倫敦奧運足球賽事（愛爾達體育台）
- 2011年女子世界盃（愛爾達體育台）
- 2011年 2014世界盃資格賽亞洲區資格賽（愛爾達體育台）
- 2010年世界盃（愛爾達體育台）
- 2010年城市聯賽（愛爾達體育台）
- 2008-09賽季德國甲級足球聯賽（博斯足球台）
- 2008年北京奧運足球賽事（愛爾達體育台）
- 2004年雅典奧運足球賽事（台視）

## 軼事

### 黃傘撐香港
香港爭取真普選運動持續進行中，2015年東亞盃預選賽男子組第二輪在台北舉行，2014年11月16日的比賽為中華台北對戰香港，石明謹規劃在香港隊演奏中國國歌時，現場觀眾撐起黃傘，高唱《海闊天空》以表對香港爭取真普選的支持之意。

### 曼聯獎盃巡遊 台北站
2012/13賽季，曼徹斯特聯足球俱樂部完成英格蘭頂級聯賽二十冠之壯舉，而後宣布冠軍獎盃與曼聯大使（Ronny Johnsen與Quinton Fortune）將進行世界環遊，台北站訂於2013年12月4日在中正紀念堂與台北101與球迷會面，而在石明謹的主動號召下，當日千名紅魔齊聚，場面熱鬧，為亞洲站中最具人氣的場次。

### 幹鞋哥事件
日本311大地震時，台灣知名節目製作人王偉忠在義賣會上，未經拍賣便逕行以三十萬新臺幣標走日本足球巨星中田英壽的義賣球鞋，石明謹在部落格上及多家媒體的訪問中痛批王偉忠，得到熱烈迴響，鄉民封王偉忠為幹鞋哥，迫於輿論壓力，王偉忠將球鞋重新拍賣，最後以一千萬新臺幣的高價賣出。

### 今年十八歲
石明謹常常打趣的宣稱自己的年紀是十八歲，是希望自己永遠保持未成年時，對於成年生活解除種種限制（例如：門禁）等，自在純粹的期待的赤子之心，而擅於在網路社群與網友互動的石，噗浪上的暱稱也為『石八歲』，有趣的是，當他申請臉書時也將自己的出生年設為1992年，但為了顯示為十八歲必須逐年更改，可是臉書只能更改出生年份兩次，所以當改為1994年後，就因無法更改而破功。網友也常以十八歲作為趣談，每年生日時，都祝石『十八歲生日快樂』。

### 警大執教足球生涯
就讀研究所時跟同學創立中央警察大學史上第一支足球隊，後來離校後執教足球隊，在103年拿下了四中五校聯誼賽的冠軍。

### 跨界聲援戴資穎
2016年里約奧運發生羽球好手戴資穎被逼迫穿上不合腳比賽用鞋事件，石明謹在羽球界人士普遍敢怒不敢言的情況下，蒐集各方資料挺身而出，與立法委員黃國書召開聯合記者會，並透過網路撰文及電視訪談，揭露國內體育協會亂象，羽協出面道歉表示不會懲處戴資穎，並承認要求選手穿固定贊助廠商的鞋子之合約不合理，承諾將修改廢除該條款。

## 兼職爭議
石明謹為正職臺北市政府警察局交通警察大隊警員，因擔任足球球評、足協紀律委員等兼職，遭北市府依違反公務員不得兼任業務規定送辦，懲戒法院於2021年7月21日判其降1級改敘、併罰款20萬元，石明謹表示將與律師團討論並上訴。懲戒法院2022年3月15日仍判上訴駁回確定，本人在臉書表示將工作至3月底止提前退休。

## 出版
- 《2016年歐洲國家盃觀戰手冊--24國紀》雜誌 總主筆
- 《2015-2016歐冠列國誌》雜誌 總主筆
- . 臉譜. 2014年. ISBN 9789862353660. 總主筆
- . 三采. 2010年. ISBN 9789862292501. 中文版審訂
- . 三采. 2010年. ISBN 9789862292648. 中文版審訂
- 《足球主義》月刊 創辦人
- 《世界盃紀念特輯－WORLD CUP2002》總主筆

## 專欄
- 2015，UDN  鳴人堂 專欄作家[13]
- 2015，The News Lens 關鍵評論網專欄[14]
- 2014，運動視界名人堂等級專欄作家[15]
- 2014，《GQ Taiwan》石明謹的瀟灑足球日誌[16]
- 2013，《足球王者》月刊專欄（已結束）
- 2008年歐洲國家盃台北富邦運動彩券特約作家（已結束）
- NOWNEWS特約專欄作家（已結束）

## 講座
並無定期講座
- 2016，運動視界專題講座《文字裡的運動場》，運動視界
- 2016，從足球轉播談體育運動的核心思想，玄奘大學
- 2015，足球如何改變世界--那些關於足球的故事，扶輪社中原分社
- 2014，轉動的足球，轉動的世界，轉動的人生，台中二中
- 2014，2014世界盃風潮再起 聽知名球評石明謹趣談世界足球，元智大學
- 2013，轉動的足球 轉動的世界，大仁科技大學
- 2013，巴西世界盃倒數~台灣足球發展與轉播願景座談會，國立體育大學
- 2012，專業球評祕傳的超HIGH看球法，Footballclub.tw
- 2010，全國大專企管營專題演講，世界的足球產業發展，國立交通大學
- 2010，轉動的足球、轉動的世界─ 從文化的觀點談運動產業，國立雲林科技大學
- 2010，足球與搖滾樂的狂熱夜 : 不打烊的曼徹斯特與利物浦[17]，國立台灣大學